# Amfroipret
Amfroipret korábbi község Franciaországban, Nord megyében. Lakosainak száma 232 fő (2022. január 1.). Amfroipret Gommegnies, Locquignol és Preux-au-Sart községekkel határos.
2025. január 1-jén Bermeries korábbi községgel egyesült és az így létrejött L’Orée de Mormal új község része lett.

## Népesség
A település népességének változása:
| Lakosok száma | 237  | 234  | 236  | 223  | 217  | 216  | 213  | 223  | 232  |
|               | 2013 | 2015 | 2016 | 2017 | 2018 | 2019 | 2020 | 2021 | 2022 |